# Orion (Illinois)
Orion ist ein Village im Henry County im US-amerikanischen Bundesstaat Illinois. Das U.S. Census Bureau hat bei der Volkszählung 2020 eine Einwohnerzahl von 1.754 ermittelt.

## Geschichte
Orion wurde am 26. Dezember 1853 von Charles W. Dean gegründet. Bis 1867 hieß es Deanington.
1933 wurde der Highway 150 von Coal Valley bis nach Orion verlängert.

## Demografie
Nach der Volkszählung im Jahr 2020 lebten in Orion 1.754 Menschen in 674 Haushalten. Die Bevölkerungsdichte betrug 716 Einwohner pro Quadratkilometer. In den 674 Haushalten lebten statistisch je 2,76 Personen.
Ethnisch betrachtet setzte sich die Bevölkerung zusammen aus 94,7 Prozent Weißen, 1,2 Prozent Afroamerikanern, 0,2 Prozent amerikanischen Ureinwohnern, 1,4 Prozent Asiaten sowie aus anderen ethnischen Gruppen; 0,2 Prozent stammten von zwei oder mehr Ethnien ab. Unabhängig von der ethnischen Zugehörigkeit waren 3,3 Prozent der Bevölkerung spanischer oder lateinamerikanischer Abstammung.
26,9 Prozent der Bevölkerung waren unter 18 Jahre alt, 58,8 Prozent waren zwischen 18 und 64 und 14,3 Prozent waren 65 Jahre oder älter. 49,2 Prozent der Bevölkerung war weiblich.
Das jährliche Durchschnittseinkommen eines Haushalts lag bei 75.100 USD. Das Pro-Kopf-Einkommen betrug 35.374 915 USD. 4,7 Prozent der Einwohner lebten unterhalb der Armutsgrenze.

## Verkehr
Orion liegt am Highway 150. Durch den Ort führte eine Bahnstrecke der Chicago, Rock Island and Pacific Railroad (CRI&P), die 1941 stillgelegt wurde.